# تريسي أندرسون
تريسي أندرسون (بالإنجليزية: Tracy Anderson)‏ هي مؤلفة أمريكية، ولدت في 3 مارس 1975 في إنديانا في الولايات المتحدة.

## وصلات خارجية
- الموقع الرسمي